# Edith Erastoff
Edith Alma Frederika Erastoff (född Lundberg, senare Erastoff-Sjöström), född 18 april 1887 i Helsingfors, död 28 augusti 1945 i Hedvig Eleonora församling i Stockholm, var en finlandssvensk skådespelare, känd för sina roller i svenska stumfilmer under 1910-talet och för sitt äktenskap med skådespelaren och filmregissören Victor Sjöström.

## Biografi
Erastoff utbildade sig till skådespelare vid Anton Francks teaterskola i Helsingfors, och scendebuterade 1904 vid Svenska teatern i Helsingfors, där hon var engagerad till 1914. Sistnämnda år kom hon till Stockholm sedan hon engagerats vid Intima teatern.
Hon slog igenom 1915 i rollen som en hetlevrad ung revolutionskvinna i nihilistpjäsen Attentatet, spelade därefter på Intima teatern till 1920, och på Svenska teatern i Stockholm 1920–1922. Hon gästspelade även för Gösta Ekman på Vasateatern i Stockholm. Efter att hon 1922 gift sig med Victor Sjöström slutade hon med skådespeleriet.
Bland hennes teaterroller märks Henriette i August Strindbergs Brott och brott, Antoinette i Molières Den inbillade sjuke, Gertrud i Holger Drachmanns Strandby folk, fru Page i William Shakespeares De muntra fruarna i Windsor, madam Styf i Strindbergs Hemsöborna, Dagny i Henrik Ibsens Kämparna på Helgeland, madame de Pompadour i Pompadours triumf, lady Teazle i Richard Sheridans Skandalskolan, Mona i Fäderneslandet samt titelrollen i Segergudinnan.
Erastoff filmdebuterade 1913 i Mauritz Stillers Gränsfolken, och spelade under andra halvan av 1910-talet i Victor Sjöströms båda storfilmer Terje Vigen och Berg-Ejvind och hans hustru samt Stillers Sången om den eldröda blomman. Hennes första, och enda, ljudfilm var i Gustaf Edgrens Johan Ulfstjerna 1936. Hon har av Gustaf Collijn kallats "en av de mest temperamentsfulla och mångsidiga skådespelerskor som Sverige ägt".
Edith Erastoff avled 1945 på Sophiahemmet i Stockholm och är begravd på Norra begravningsplatsen utanför Stockholm.

### Privatliv
Hon var gift två gånger, första gången (1906-1918) med tysk-finske författaren Georg Erastoff (1875–1918), och andra gången (från 1922) med skådespelaren och regissören Victor Sjöström. Erastoff var mor till skådespelaren Guje Lagerwall.

## Filmografi
Enligt Internet Movie Database och Svensk filmdatabas:

- 1913 – Gränsfolken
- 1915 – Hämnaren
- 1915 – Hjälte mot sin vilja
- 1915 – Högsta vinsten
- 1916 – Ålderdom och dårskap
- 1917 – Chanson triste
- 1917 – Envar sin egen lyckas smed
- 1917 – Fru Bonnets felsteg
- 1917 – Värdshusets hemlighet
- 1917 – Terje Vigen
- 1918 – Berg-Ejvind och hans hustru
- 1919 – Sången om den eldröda blomman
- 1921 – Högre ändamål
- 1936 – Johan Ulfstjerna

## Teater

### Roller (ej komplett)
| År   | Roll                      | Produktion                                         | Regi             | Teater                     |
| ---- | ------------------------- | -------------------------------------------------- | ---------------- | -------------------------- |
| 1914 | Asta                      | Lilla Eva Olga Ott                                 | Einar Fröberg    | Intima teatern             |
| 1914 | Emma                      | Karlavagnen Tor Hedberg                            | Einar Fröberg    | Intima teatern             |
| 1914 | Britta                    | Arabia land Anna Maria Roos                        |                  | Intima teatern             |
| 1915 | Mascha                    | Attentatet Leo Birinski                            | Emil Grandinson  | Intima teatern             |
| 1915 | Mizzi                     | Djävulen Ferenc Molnár                             | Einar Fröberg    | Intima teatern             |
| 1915 | Agnes                     | Oväder August Strindberg                           | Mauritz Stiller  | Intima teatern             |
| 1915 | Fru Page                  | Muntra fruarna i Windsor William Shakespeare       | Emil Grandinson  | Intima teatern             |
| 1915 | Madame Sanderus           | Den politiske kannstöparen Ludvig Holberg          | Einar Fröberg    | Intima teatern             |
| 1915 | Jensen                    | Erotik Gustav Wied                                 | Einar Fröberg    | Intima teatern             |
| 1915 | Markisinnan de Pompadour  | Pompadours triumf Adolf Paul                       | Einar Fröberg    | Intima teatern             |
| 1915 | Leonora                   | Julstugan Ludvig Holberg                           | Einar Fröberg    | Intima teatern             |
| 1915 | Madame Ninon d'Hauteville | Moral Ludwig Thoma                                 | Einar Fröberg    | Intima teatern             |
| 1916 | Erna Reschke              | Generalrepetition på ett dyrbart liv Harry Vosberg | Albin Lavén      | Intima teatern             |
| 1916 | Laura Berge               | Takrännan Gustaf Collijn                           | Gustaf Collijn   | Intima teatern             |
| 1916 | Toinette                  | Den inbillningssjuke Molière                       | Einar Fröberg    | Intima teatern             |
| 1916 | Hedvig                    | Hannele Gerhart Hauptmann                          | Einar Fröberg    | Intima teatern             |
| 1917 | Mona                      | Fädernesland Einar Christiansen                    | Einar Fröberg    | Intima teatern             |
| 1917 | Fru Kräfter               | En födelsedag på gäldstugan August Blanche         | Einar Fröberg    | Intima teatern             |
| 1917 | Mrs Guildford             | Jeffrey Pantons historia Alfred Sutro              | Einar Fröberg    | Intima teatern             |
| 1918 | Anna                      | Ljunghuset Nils Wilhelm Lund                       | Einar Fröberg    | Intima teatern             |
| 1918 | Lidia Vasiljevna          | Den röde André Mikael Lybeck                       | Rune Carlsten    | Intima teatern             |
| 1918 | Virginia Blaine           | Köpt och betalt George Broadhurst                  | Einar Fröberg    | Intima teatern             |
| 1918 | Gertrud                   | Narren Peter Egge Rune Carlsten                    | Rune Carlsten    | Intima teatern             |
| 1918 | Lady Teazle               | Skandalskolan Richard Brinsley Sheridan            | Einar Fröberg    | Intima teatern             |
| 1919 | Furstinnan Clementine     | Furstens återkomst August Brunius                  | Einar Fröberg    | Intima teatern             |
| 1919 | Hertiginnan               | Segergudinnan Ernst Didring                        |                  | Intima teatern             |
| 1919 | Julie                     | Den nya garnisonen Louis Angely och C.G. Etienne   | Josua Bengtson   | Intima teatern             |
| 1920 | Barnsängskvinnan          | Barnsölet Ludvig Holberg                           | Rune Carlsten    | Intima teatern             |
| 1922 | Barberina                 | Kungens dansös Rudolf Presber och Leo Stein        | Gunnar Klintberg | Svenska teatern, Stockholm |
| 1922 | Agda                      | Gustav Vasa August Strindberg                      | Gunnar Klintberg | Svenska teatern, Stockholm |
| 1931 | Fru Hoprecht              | Skomakarkaptenen i Köpenick Carl Zuckmayer         | Per Lindberg     | Vasateatern                |

## Bilder

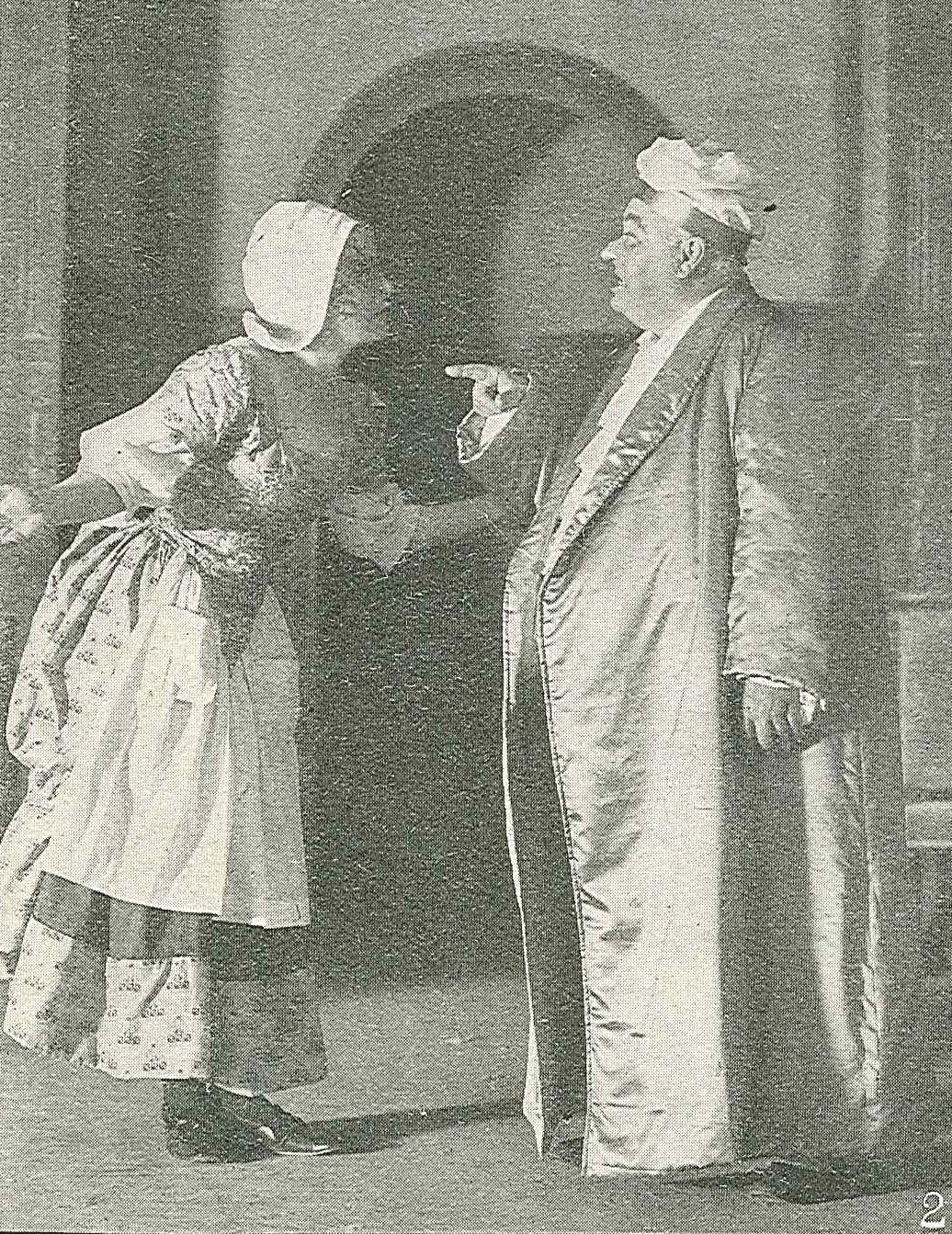
Edith Erastoff och Oscar Bæckström i Molières Den inbillade sjuke.